# روز رشت

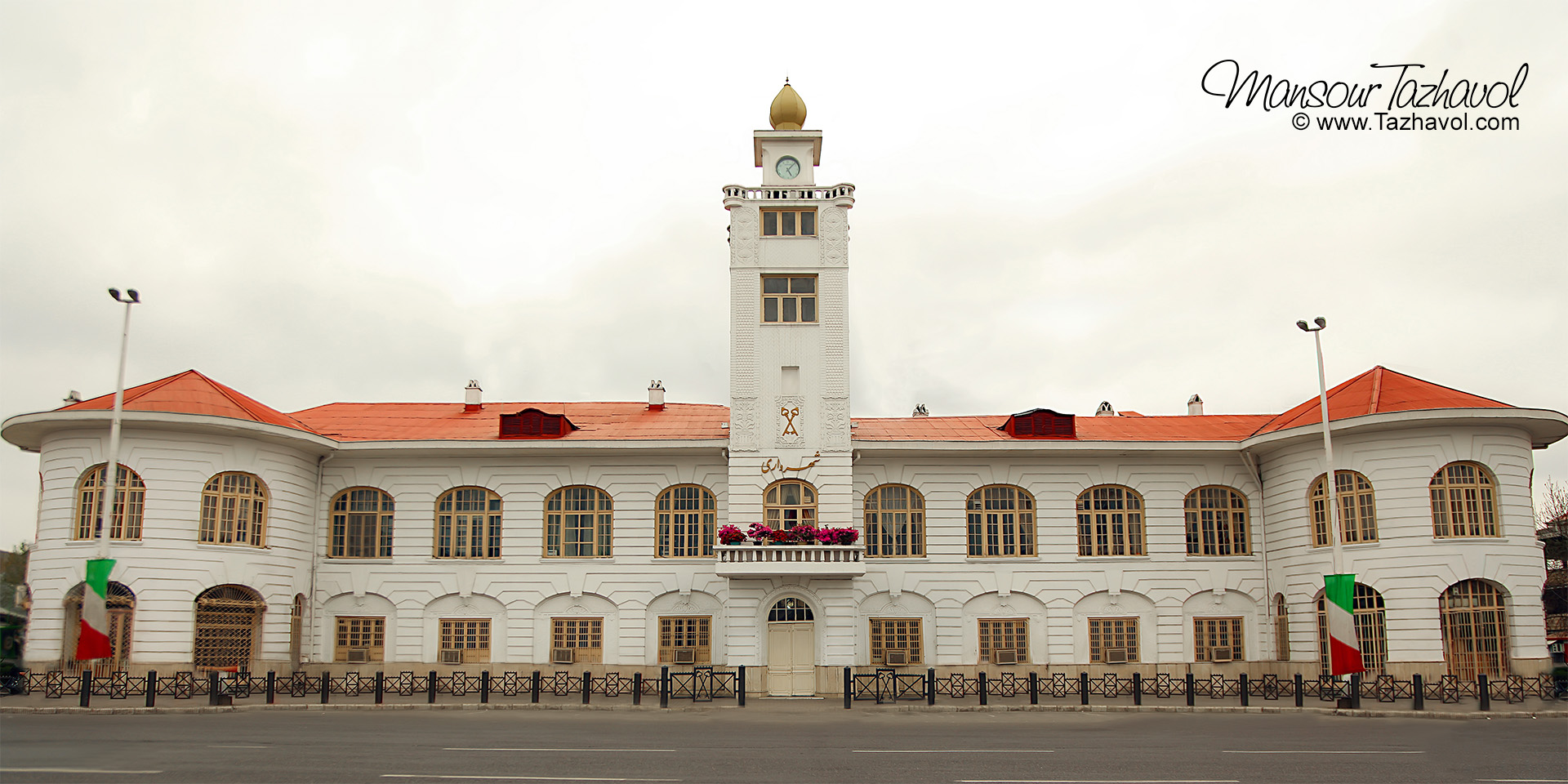
میدان شهرداری رشت از برجسته‌ترین نمادهای شهری رشت

روز رشت به پاسداشت و ارج نهادن به شهر تاریخی رشت گفته می‌شود. این روز برابر با ۱۲ دی ماه است، روزی که رشت در ۴۵۷ سال پیش به عنوان مرکز سیاسی، فرهنگی، اجتماعی، اقتصادی استان گیلان انتخاب گردید. مناسبت این نامگذاری ورود سلطان محمود نماینده شاه طهماسب صفوی در روز ۱۲ دی ۹۳۶ شمسی به رشت است.
در سال ۱۳۹۴ گروهی از استادان و فرهیختگان گیلانی گرد هم آمدند تا روزی را به عنوان روز رشت برگزینند.
موارد بسیاری از جمله واقعه مشروطه، نهضت جنگل و … مورد بررسی قرار گرفت که در نهایت پیشنهاد روبرت واهانیان، ۱۲ دی به عنوان روزی که رشت مرکز بیه پس یا همان غرب گیلان شد و مدنیت جدید یافت، مورد تأیید قرار گرفت.
رشتی‌ها هر ساله این روز را با انجام آیین‌های مختلف و همچنین برپایی همایش‌هایی در معرفی تاریخ، هویت و فرهنگ غنی این شهر، پاس می‌دارند.

## اهمیت و علت پاسداشت رشت
رَشْت () 
(به گیلکی: رٚشت) در طول تاریخ همواره به شهر نخستین‌های ایران شهرت داشت که همینک یکی از کلان‌شهرهای کشور، مرکز استان گیلان در شمال ایران، مرکز شهرستان رشت که در ۴۹درجه و ۳۶ دقیقه طول شرقی و ۳۷ درجه و ۱۶ دقیقه عرض شمالی از نصف النهار گرینویچ قرار دارد و مساحت آن ۱۸۰ کیلومتر مربع می‌باشد این شهر از شمال به شهرستان خمام از جنوب به بخش سنگر از غرب به صومعه سرا و از شرق به بخش کوچصفهان محدود است رشت جزء کوچکی از جلگه گیلان و دشت‌های جنوبی دریای کاسپین است که این جلگه در دو حد جنوبی و شمالی خود بین کوه‌های البرز و نوار ساحلی واقع شده و مادرشهر استان گیلان و بخش‌هایی از استان‌های همجوار است.
بزرگ‌ترین و پرجمعیت‌ترین شهر شمال ایران، بزرگ‌ترین و پرجمعیت‌ترین شهر گیلک‌نشین جهان و بزرگ‌ترین سکونت گاه سواحل جنوبی دریای کاسپین محسوب می‌شود. این شهر در پذیرش گردشگر و میهمان، رتبه سوم را در بین تمام شهرهای کشور داراست. چنان‌که جمعیت این شهر در تعطیلات و ماه‌های گردشگری سال بالغ بر دوملیون نفر، یعنی بیش از دو برابر جمعیت ثابت است. رشت فشرده‌ترین شهر ایران به لحاظ نسبت جمعیت به وسعت است و ازلحاظ نسبت جمعیت در روز و شب نیز رتبه نخست کشور را دارد.
همچنین شهر رشت دارای رتبهٔ نخست میزان بارش مراکز استان‌های ایران است که از این‌رو، به آن شهر باران نیز گفته می‌شود. بر اساس آمارهای منتشر شده از سوی سازمان هواشناسی متوسط روزهای بارندگی ۱۳۵ روز و میزان متوسط باران سالیانه آن ۱۳۵۹ میلی‌متر و متوسط کمینه مطلق دمای شهر رشت ۶/۳ و متوسط بیشینه مطلق آن ۲۹/۸ درجه سانتی گراد می‌باشد.
رشت بیش از ۴٬۵ قرن پیش مرکز گیلان شد و در گذشته، مرکز استان یکم ایران بوده است. همچنین این شهر نقشی کلیدی در بزنگاه‌های تاریخ ایران مانند حمله اعراب، یورش مغولان، انقلاب مشروطه، جنبش جنگل و… داشت و با توجه به سطح بالای فرهنگ، سواد و بینش آزاد مردم آن و قرار گرفتنش در راه جاده ابریشم از دیرباز دروازه اروپا شناخته شده و همواره از آن به عنوان دروازه تمدن مدرن در ایران یاد می‌شود. و بنا بر همین موقعیت مکانی یاد شده، دارای پیشینه‌ای درخشان در عرصه مبادلات خارجی بوده است.

## نخستین‌های شهررشت، شهر پیشرویایران
- نخستین شعبهٔ بانکی ایران(نخستین شعبهٔ بانک سپه):

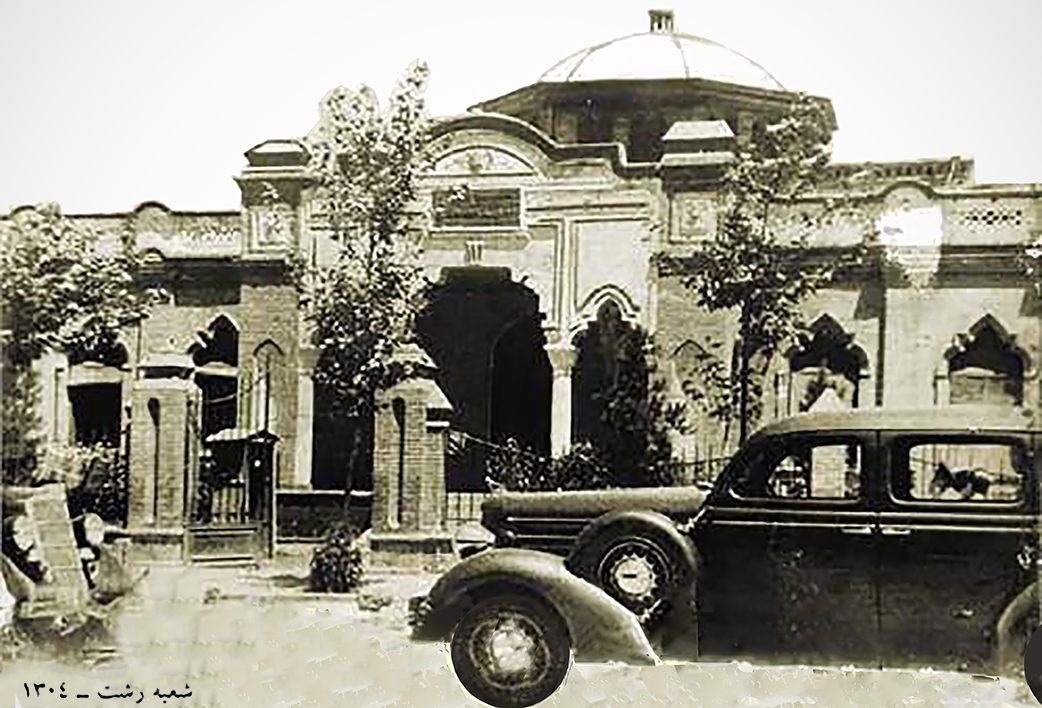
شعبه بانک سپه در رشت ۱۳۰۴ شمسی - ۱۹۲۵ میلادی

در آغاز سال ۱۳۰۴ خورشیدی که هنوز اهمیت موسسات اقتصادی و عوامل بازرگانی در شئون اداری و زندگی اجتماعی ایران احساس نمی‌شد، ایجاد نخستین مؤسسه بانکی کشور طرح‌ریزی شد و مأمورین اجرای این فرمان با تشکیل شورایی از افراد بینا و آگاه موفق شدند در چند مغازه واقع در خیابان سپه نخستین بانک ایرانی را در اردیبهشت سال ۱۳۰۴ افتتاح نمایند.
سرمایه اولیه بانک ۳٬۸۸۳٬۹۵۰ ریال از محل موجودی صندوق بازنشستگی درجه داران قشون بود و بدین جهت فعالیت یک سال نخست این بانک به افسران ارتش اختصاص داشت، که با پرداخت وام‌های تقسیطی به رفع نیازمندی‌های آنان کمک مؤثر می‌نمود و چون پیوسته به وسعت دامنه عملیات خود می‌افزود دوایر بانک به جای وسیع‌تری که در اول باب همایون از ابنیه قورخانه آماده شده بود، انتقال یافت و در ۲۴ اسفند ۱۳۰۴ اولین شعبه این بانک در شهر رشت افتتاح شد که علاوه بر معاملات درجه‌داران قشون، به خرید و فروش برات و گشایش اعتبار برای بازرگانان و فعالیت‌های بیشتری در امور بانکی و معاملات بازرگانی آغاز گردید.
- نخستین کتابخانه ملی با بنای شاخص:[۲۳]

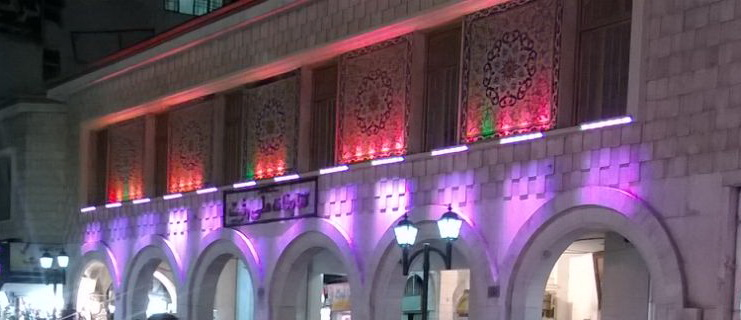
نمایی از کتابخانه ملی رشت- آبان ماه ۱۳۸۸ خورشیدی

فکر تأسیس این کتابخانه ملی در سال ۱۳۰۶ توسط محمد علی تربیت، رئیس اداره فرهنگ گیلان، در زمین اهدایی شهرداری رشت به این اداره مطرح شد. در روز ۱۶ آذر سال ۱۳۰۶ جمعیتی به نام نشر معارف گیلان که هدف آن ساخت کتابخانه ملی بود تشکیل شد و سرانجام در روز پنجشنبه ۱۹ مهر ۱۳۱۳ هم‌زمان با جشن هزاره فردوسی کتابخانهٔ یاد شده، گشایش یافت. این کتابخانه اولین کتابخانه‌ای است که لفظ "کتابخانه ملی"برای آن استفاده گردید و بنای آن هم‌زمان با ساخت و ساز یک سلسله ابنیه اداری و عام‌المنفعه در شمال ایران و دورهٔ پهلوی اول انجام گرفت. نوع معماری آن تقلیدی از معماری شرق اروپا می‌باشد. (کتابخانه ملی رشت واقع در میدان شهرداری)
- نخستین تئاتر: اولین تئاتر ایران به شکل کلاسیک و در سالنی در شهر رشت شروع به کار کرد.[۲۵][۲۶][۲۷]

فرخ‌لقا هوشمند، نخستین بانوی بازیگر ایرانی (اهل رشت)

- نخستین اتوبوس وارد شده به ایران(قبل از دههٔ نود قرن سیزدهم خورشیدی (پیش از سال هزار و دویست و نود)):

نخستین اتوبوس در ایران توسط یک بازرگان بلژیکی در شهر رشت به کار گرفته شد، اما به مرور زمان و با توجه به میزان کرایه، سودآوری و زیر ساخت‌های حمل و نقل توجیه اقتصادی آن رد شد و به همین دلیل اتوبوس به کار گرفته شده به یک تاجر ایرانی به نام (معین التجار) فروخته شد.
- نخستین راه‌آهن ایران: قدیمی‌ترین راه‌آهن ایران در مسیر بندر انزلی به پیربازار و رشت احداث شده که بقایای این راه‌آهن و خطوط ریلی هنوز وجود دارد.[۲۹]
- نخستین داروخانه شبانه‌روزی در ایران (داروخانه کارون رشت، که توسط آرسن میناسیان تأسیس شد)
- نخستین خانه معلولین و سالمندان در ایران که توسط آرسن میناسیان تأسیس شد.

## شهرخلاق
این شهر در سال ۲۰۱۵ به شبکه شهرهای خلاق جهان به عنوان شهر خلاق خوراک‌شناسی زیر نظر یونسکو پیوست.
براساس استانداردهای یونسکو شهر خلاق، شهری است که از نوآوری و توانمندی‌های شهروندان در توسعه پایدار شهری استفاده می‌کند. رشت تنها شهر ایران به همراه ۱۸ شهر دیگر جهان است که در زمینه خوراک‌شناسی در یونسکو ثبت شد.
امروزه شهر رشت یکی از قطب‌های کشاورزی و گردشگری در سطح کشور محسوب می‌شود. رشت یکی از قطب‌های تولید برنج ایران، تولید کنندهٔ بزرگ فولادو قطب تولید نانو داروهای ضد سرطان کشور یکی از مهم‌ترین شهرهای ایران است.

## ثبت روزی به نامرشت
در زمستان سال ۱۳۹۴ خورشیدی، پس از مدت‌ها همفکری اعضای کارگروه تخصصی روز رشت با برگزاری نشست‌های مختلف با استادان، دانشگاهیان، مفاخر، نخبگان و انتشار فراخوان عمومی، دریافت نظرات شهروندان به طرق مختلف و تهیه تقویم مشخص از تمامی مناسبت‌ها نسبت به انتخاب روزی مناسب برای شهر رشت اقدام نمودند و سرانجام با بررسی‌های لازم، ۱۲ دی ماه به عنوان روز رشت انتخاب گردید، روزی که رشت در ۴۵۷ سال پیشتر به عنوان مرکز سیاسی، فرهنگی، اجتماعی، اقتصادی استان گیلان انتخاب شده بود.

## نگارخانه

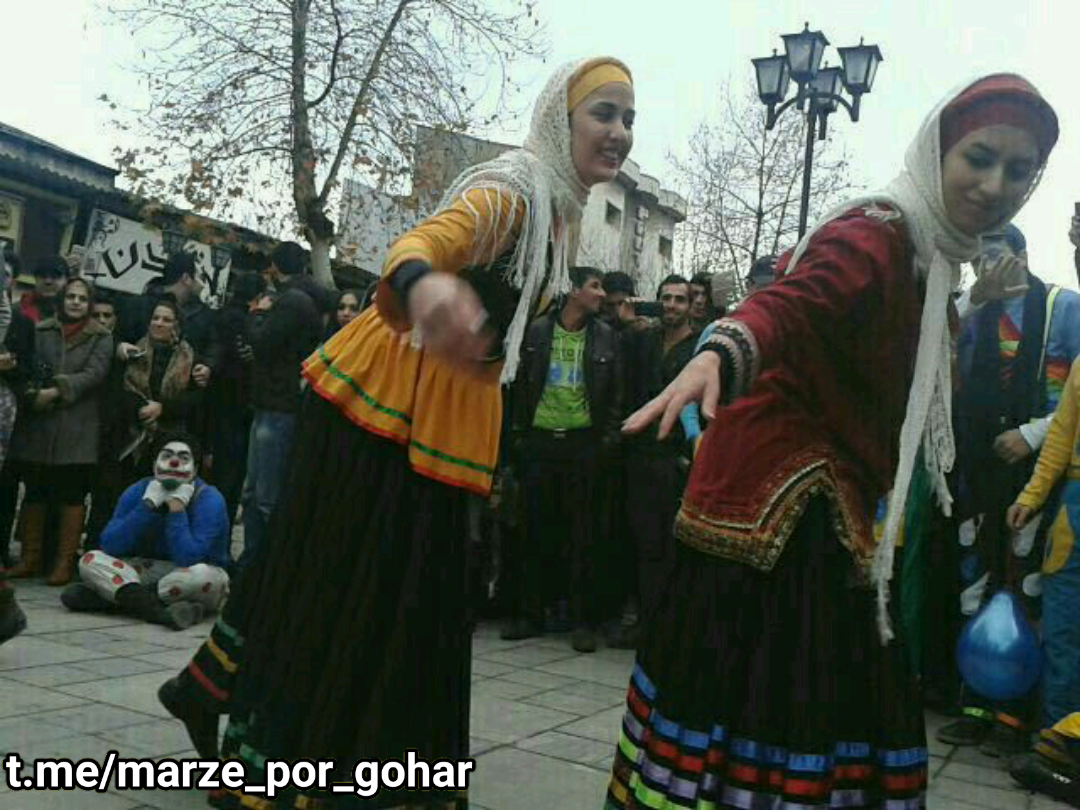
رقص و شادی جوانان گیلک، با لباس‌های زیبای رنگارنگ در پیاده‌روی فرهنگی رشت (جشن روز رشت ۱۲ دی‌ماه ۱۳۹۴)
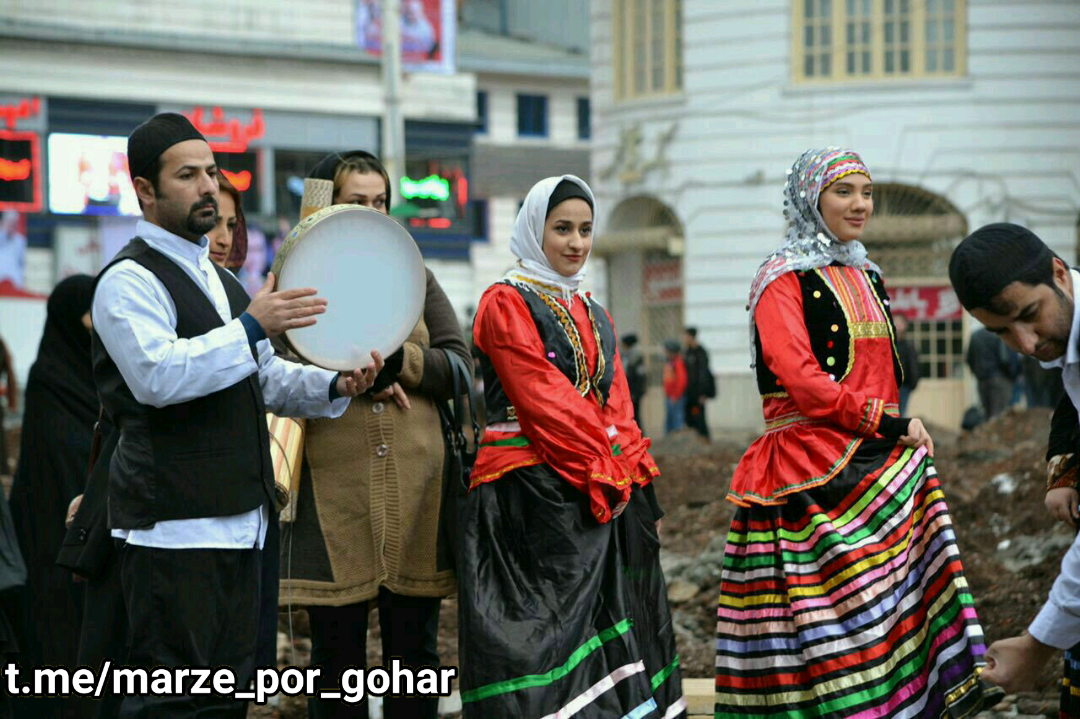
رقص و شادی جوانان گیلک، با لباس‌های زیبای رنگارنگ در پیاده‌روی فرهنگی رشت (جشن روز رشت ۱۲ دی‌ماه ۱۳۹۴)
آرسن میناسیان
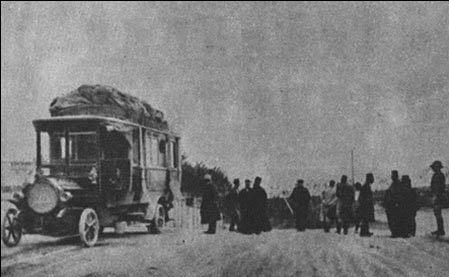
نخستین اتوبوس در ایران توسط یک تاجر بلژیکی در شهر رشت به کار گرفته شد